# 朗生醫藥
朗生醫藥控股有限公司，簡稱朗生醫藥控股，以及朗生醫藥（英語：Lansen Pharmaceutical Holdings Limited，港交所：503），在2001年由多名投資者，包括徐軍（總裁）等人創立。名為「深圳朗生醫藥有限公司」。現時在中國內地經營從事生產及銷售其他藥品，包括風濕專科藥，而總部位於中國浙江省寧波市鄞州區啟明路818號14棟109號，郵編：315100，而最大股東為在倫敦上市的國泰國際控股有限公司，持有50.56%股權。
而股份則在2010年5月7日於香港交易所主板上市。招股價為3.91港元，發行股份為141,350,000股，集資額為560,000,000港元。

## 連結
- Lansen.com.cn （页面存档备份，存于）